# Microhyla marmorata
Espèce
Statut de conservation UICN

 LC  : Préoccupation mineure
Microhyla marmorata est une espèce d'amphibiens de la famille des Microhylidae.

## Répartition
Cette espèce se rencontre entre 170 et 1 300 m d'altitude, :
- au Viêt Nam dans les provinces de Quảng Nam, de Thừa Thiên-Huế, de Quảng Bình et de Hà Tĩnh ;
- au Laos dans les provinces de Khammouane et de Borikhamxay ;

## Description
Microhyla marmorata mesure de 18 à 22 mm pour les mâles et de 21 à 23 mm pour les femelles.

## Étymologie
Son nom d'espèce, du latin marmor, « marbre », lui a été donné en référence au motif marbré de son ventre.

## Publication originale
- Bain & Nguyen, 2004 : Three new species of narrow-mouth frogs (genus: Microhyla) from Indochina, with comments on Microhyla annamensis and Microhyla palmipes. Copeia, vol. 2004, no 3, p. 507-524 (texte intégral).